# 2008년 일본 프로 야구 올스타전
2008년 일본 프로 야구 올스타전은 2008년 7월 31일과 8월 1일에 열린 일본 프로 야구의 올스타전 경기이다.

## 개요
전년도에는 메인 스폰서인 걸리버에 의한 ‘걸리버 올스타 게임’(ガリバーオールスターゲーム)이라는 이름으로 개최하고 있었지만 2008년에는 히로시마 도요 카프 관련 기업인 마쓰다에 의한 특별 협찬으로 대회명도 ‘마쓰다 올스타 게임’(マツダオールスターゲーム)으로 변경하여 열리게 됐다. 또한 일본 프로 야구 올스타전이 8월에 개최되는 것은 사상 처음이다.

## 일정
- 1차전 : 7월 31일

교세라 돔 오사카(18시 12분에 시작, 퍼시픽 리그가 홈팀으로 취급)
- 2차전 : 8월 1일

요코하마 스타디움(18시 21분에 시작, 센트럴 리그가 홈팀으로 취급)

## 출장 선수
| 범례 - 굵은 글씨 : 팬 투표에 의한 출장 - ※ : 선수간 투표에 의한 출장 - ▲ : 출장 사퇴 선수 발생에 의한 보충 선수 - 그 외에는 감독 추천에 의한 출장 |

| 센트럴 리그 | 센트럴 리그        | 센트럴 리그 | 센트럴 리그 |
| ----------- | ------------------ | ----------- | ----------- |
| 감독        | 하라 다쓰노리      | 요미우리    |             |
| 코치        | 오치아이 히로미쓰  | 주니치      |             |
| 코치        | 오카다 아키노부    | 한신        |             |
| 선발 투수   | 다카하시 겐        | 히로시마    | 4           |
| 중간 계투   | 구보타 도모유키    | 한신        | 2           |
| 마무리 투수 | 후지카와 규지      | 한신        | 4           |
| 투수        | C. 루이스※         | 히로시마    | 첫 출장     |
| 투수        | M. 크룬            | 요미우리    | 4           |
| 투수        | 가와카미 겐신      | 주니치      | 6           |
| 투수        | 요시미 가즈키      | 주니치      | 첫 출장     |
| 투수        | 시모야나기 쓰요시  | 한신        | 5           |
| 투수        | 데라하라 하야토    | 요코하마    | 첫 출장     |
| 투수        | 이시카와 마사노리  | 야쿠르트    | 2           |
| 투수        | 다테야마 쇼헤이    | 야쿠르트    | 첫 출장     |
| 투수        | 오가사와라 다카시▲ | 주니치      | 첫 출장     |
| 투수        | 오타케 간▲         | 히로시마    | 첫 출장     |
| 포수        | 아베 신노스케※     | 요미우리    | 5           |
| 포수        | 야노 아키히로      | 한신        | 7           |
| 포수        | 이시하라 요시유키  | 히로시마    | 첫 출장     |
| 1루수       | 아라이 다카히로    | 한신        | 4           |
| 1루수       | T. 우즈※           | 주니치      | 3           |
| 2루수       | 히가시데 아키히로  | 히로시마    | 2           |
| 2루수       | 아라키 마사히로※   | 주니치      | 2           |
| 3루수       | 무라타 슈이치※     | 요코하마    | 2           |
| 유격수      | 사카모토 하야토    | 요미우리    | 첫 출장     |
| 유격수      | 이바타 히로카즈※   | 주니치      | 5           |
| 내야수      | 미야모토 신야      | 야쿠르트    | 4           |
| 외야수      | 아오키 노리치카※   | 야쿠르트    | 4           |
| 외야수      | 마에다 도모노리    | 히로시마    | 7           |
| 외야수      | 가네모토 도모아키※ | 한신        | 10          |
| 외야수      | A. 라미레스※       | 요미우리    | 4           |
| 외야수      | 와다 가즈히로      | 주니치      | 4           |
| 외야수      | 우치카와 세이이치  | 요코하마    | 첫 출장     |

| 퍼시픽 리그 | 퍼시픽 리그        | 퍼시픽 리그 | 퍼시픽 리그 |
| ----------- | ------------------ | ----------- | ----------- |
| 감독        | 나시다 마사타카    | 닛폰햄      |             |
| 코치        | B. 밸런타인        | 지바 롯데   |             |
| 코치        | 아키야마 고지      | 소프트뱅크  |             |
| 선발 투수   | 다르빗슈 유※       | 닛폰햄      | 2           |
| 중간 계투   | 다케다 히사시      | 닛폰햄      | 3           |
| 마무리 투수 | 가토 다이스케      | 오릭스      | 2           |
| 투수        | 나루세 요시히사    | 지바 롯데   | 2           |
| 투수        | 시미즈 나오유키    | 지바 롯데   | 3           |
| 투수        | 스기우치 도시야    | 소프트뱅크  | 3           |
| 투수        | 다나카 마사히로    | 라쿠텐      | 2           |
| 투수        | 이와쿠마 히사시    | 라쿠텐      | 3           |
| 투수        | 호아시 가즈유키    | 세이부      | 2           |
| 투수        | 야마모토 쇼고      | 오릭스      | 첫 출장     |
| 투수        | 고마쓰 사토시      | 오릭스      | 첫 출장     |
| 포수        | 호소카와 도루※     | 세이부      | 첫 출장     |
| 포수        | 히다카 다케시      | 오릭스      | 5           |
| 1루수       | 고쿠보 히로키      | 소프트뱅크  | 11(2)       |
| 1루수       | 마쓰나카 노부히코※ | 소프트뱅크  | 9           |
| 2루수       | 다나카 겐스케      | 닛폰햄      | 첫 출장     |
| 2루수       | 가타오카 야스유키※ | 세이부      | 첫 출장     |
| 3루수       | 나카무라 다케야※   | 세이부      | 첫 출장     |
| 유격수      | 가와사키 무네노리※ | 소프트뱅크  | 5           |
| 내야수      | 니시오카 쓰요시    | 지바 롯데   | 4           |
| 내야수      | 릭 S.              | 라쿠텐      | 첫 출장     |
| 내야수      | 나카지마 히로유키  | 세이부      | 4           |
| 외야수      | G.G.사토※          | 세이부      | 첫 출장     |
| 외야수      | 이나바 아쓰노리※   | 닛폰햄      | 4           |
| 외야수      | 시바하라 히로시    | 소프트뱅크  | 4           |
| 외야수      | 모리모토 히초리    | 닛폰햄      | 3           |
| 외야수      | 오마쓰 쇼이쓰▲     | 지바 롯데   | 첫 출장     |
| 지명타자    | T. 로즈※           | 오릭스      | 10          |
| 지명타자    | 야마사키 다케시※   | 라쿠텐      | 4           |

- 숫자는 출장 횟수를 뜻하며 괄호 안에 있는 숫자는 상기 횟수 가운데 부상 때문에 출전하지 못한 횟수.

1. ↑  오른쪽 팔꿈치 안쪽 인대 손상으로 출전을 포기했으며 대체할 선수로는 오타케가 선출했다.
2. ↑  오른쪽 어깨 관절염으로 인해 출전을 포기했으며 대체할 선수로는 오가사와라 다카시가 선출했다.
3. ↑  추간판 탈출증으로 인해 출전을 포기했으며 대체할 선수로는 오마쓰가 선출했다.

퍼시픽 올스타팀 코치를 맡을 예정이었던 오 사다하루(소프트뱅크) 감독은 전년도와 마찬가지로 컨디션을 고려해 출전 포기, 아키야마 고지 수석 코치가 대체 출장.

## 올스타전 경기 결과

### 1차전

#### 스코어
| 팀 | 1 | 2 | 3 | 4 | 5 | 6 | 7 | 8 | 9  | R | H  | E |
| 센트럴 | 0 | 1 | 0 | 0 | 0 | 0 | 3 | 0 | 0  | 4 | 9  | 1 |
| 퍼시픽 | 0 | 1 | 0 | 0 | 2 | 0 | 0 | 0 | 2X | 5 | 14 | 1 |
| 승리 투수: 가토 다이스케(오릭스) 패전 투수: 구보타 도모유키(한신) 홈런: 센트럴 – 가네모토 도모아키(한신·2회 1점) |   |   |   |   |   |   |   |   |    |   |    |   |

#### 출장 선수
| 센트럴 | 센트럴 | 센트럴            |
| 타순   | 수비   | 선수              |
| ------ | ------ | ----------------- |
| 1      | (중)   | 아오키 노리치카   |
| 2      | (二)   | 히가시데 아키히로 |
| 3      | (一)   | 아라이 다카히로   |
| 4      | (지)   | A. 라미레스       |
| 5      | (좌)   | 가네모토 도모아키 |
| 6      | (三)   | 무라타 슈이치     |
| 7      | (우)   | 마에다 도모노리   |
| 8      | (포)   | 아베 신노스케     |
| 9      | (유)   | 사카모토 하야토   |
|        | (투)   | 다카하시 겐       |

| 퍼시픽 | 퍼시픽 | 퍼시픽            |
| 타순   | 수비   | 선수              |
| ------ | ------ | ----------------- |
| 1      | (중)   | 모리모토 히초리   |
| 2      | (유)   | 가와사키 무네노리 |
| 3      | (우)   | 이나바 아쓰노리   |
| 4      | (지)   | T. 로즈           |
| 5      | (좌)   | G.G.사토          |
| 6      | (一)   | 고쿠보 히로키     |
| 7      | (三)   | 나카무라 다케야   |
| 8      | (二)   | 다나카 겐스케     |
| 9      | (포)   | 히다카 다케시     |
|        | (투)   | 다르빗슈 유       |

#### 수상 선수
MVP
- 야마사키 다케시(라쿠텐)

베스트 타자상
- 가네모토 도모아키(한신)

베스트 투수상
- 야마모토 쇼고(오릭스)

베스트 플레이상
- 마쓰나카 노부히코(소프트뱅크)

### 2차전

#### 스코어
| 팀 | 1 | 2 | 3 | 4 | 5 | 6 | 7 | 8 | 9 | R  | H  | E |
| 퍼시픽 | 0 | 1 | 1 | 0 | 2 | 0 | 0 | 2 | 0 | 6  | 12 | 2 |
| 센트럴 | 0 | 1 | 2 | 2 | 6 | 0 | 0 | 0 | X | 11 | 19 | 0 |
| 승리 투수: 이시카와 마사노리(야쿠르트) 패전 투수: 스기우치 도시야(소프트뱅크) 홈런: 퍼시픽 – 마쓰나카 노부히코(소프트뱅크·2회 1점), 오마쓰 쇼이쓰(지바 롯데·3회 1점, 5회 1점), 히다카 다케시(오릭스·8회 2점) 센트럴 – 타이론 우즈(주니치·5회 1점) |   |   |   |   |   |   |   |   |   |    |    |   |

#### 출장 선수
| 퍼시픽 | 퍼시픽 | 퍼시픽            |
| 타순   | 수비   | 선수              |
| ------ | ------ | ----------------- |
| 1      | (유)   | 니시오카 쓰요시   |
| 2      | (二)   | 가타오카 야스유키 |
| 3      | (우)   | 이나바 아쓰노리   |
| 4      | (지)   | 야마사키 다케시   |
| 5      | (좌)   | 마쓰나카 노부히코 |
| 6      | (三)   | 나카지마 히로유키 |
| 7      | (一)   | 릭 S.             |
| 8      | (중)   | 오마쓰 쇼이쓰     |
| 9      | (포)   | 호소카와 도루     |
|        | (투)   | 이와쿠마 히사시   |

| 센트럴 | 센트럴 | 센트럴            |
| 타순   | 수비   | 선수              |
| ------ | ------ | ----------------- |
| 1      | (중)   | 아오키 노리치카   |
| 2      | (유)   | 이바타 히로카즈   |
| 3      | (一)   | T. 우즈           |
| 4      | (지)   | A. 라미레스       |
| 5      | (좌)   | 와다 가즈히로     |
| 6      | (三)   | 무라타 슈이치     |
| 7      | (우)   | 우치카와 세이이치 |
| 8      | (포)   | 아베 신노스케     |
| 9      | (二)   | 아라키 마사히로   |
|        | (투)   | 가와카미 겐신     |

#### 수상 선수
MVP
- 아라키 마사히로(주니치)

베스트 타자상
- 우치카와 세이이치(요코하마)

베스트 투수상
- 후지카와 규지(한신)

베스트 플레이상
- 오마쓰 쇼이쓰(지바 롯데)

마쓰다 비안테상(2경기를 통해서 가장 팬들의 인상에 남은 선수)
- 우치카와 세이이치(요코하마)

## 같이 보기
- 일본 야구 기구
- 일본 프로 야구 올스타전